# هیداکه، سایتاما
هیداکه در استان سایتاما در کشور ژاپن واقع شده است  که دارای جمعیت ۵۵٬۴۵۴ نفر و مساحت ۴۷٫۵۰ کیلومتر مربع با تراکم جمعیت ۱٬۱۶۷  نفر در کیلومترمربع است و در تاریخ ۱ اکتبر ۱۹۹۱ به عنوان شهر شناخته شد.